# Dani Daniels
Dani Daniels (Condado de Orange, California; 23 de septiembre de 1989) es una actriz pornográfica, directora de cine para adultos, modelo erótica y pintora estadounidense.

## Carrera
Daniels trabajó de estríper en un club antes de iniciar su carrera pornográfica para poder pagar sus estudios en la escuela de arte. Se inició en la industria del cine para adultos en enero de 2011, a los 21 años de edad, y firmó por la agencia OC Modelling. Inicialmente fue actriz únicamente lésbica, pero más tarde comenzó a actuar también con hombres. Sus primeras escenas sexuales con hombres fueron en el filme Dani Daniels: Dare para Elegant Angel.
Daniels fue elegida Twistys Treat del mes de julio de 2011, la Penthouse Pets de la revista Penthouse en enero de 2012 y la chica Elegant Angel del mes de marzo de 2014.
En 2014, la CNBC la incluyó en su lista The Dirty Dozen: Porn's Most Popular Stars.
Algunos títulos reseñables de su filmografía son When Girls Play, Dani, Daily Bush, Bombshells 5, Anikka 2, Girl Fever, Winner's Circle, By Appt. Only, In The Pink o Just Tease 3.
Ha participado en más de 980 películas como actriz y ha dirigido 15 filmes para Penthouse, Zero Tolerance y Filly Films.

## Vida personal
A Daniels se la identifica como bisexual pero ella se considera principalmente como una "modelo girl/girl".
Además de su faceta como actriz porno, también ha desarrollado una carrera como pintora con el nombre de Kira Lee, destacando en varias exposiciones de arte por sus grabados y cuadros creados a partir de la técnica de puntillismo tipográfico.

## Premios y nominaciones
| Año  | Ceremonia                   | Resultado | Premio                                                                                    | Trabajo                                    |
| ---- | --------------------------- | --------- | ----------------------------------------------------------------------------------------- | ------------------------------------------ |
| 2013 | Premios AVN                 | Nominada  | Mejor actriz revelación                                                                   | —                                          |
| 2013 | Premios AVN                 | Nominada  | Mejor escena de sexo lésbico en grupo (con Chanel Preston y Gracie Glam)                  | Tomb Raider XXX: An Exquisite Films Parody |
| 2013 | Premios AVN                 | Nominada  | Mejor escena de sexo chico/chica (con Erik Everhard)                                      | Dani Daniels: Dare                         |
| 2013 | Premios AVN                 | Ganadora  | Mejor escena de sexo lésbico (con Sinn Sage)                                              | Dani Daniels: Dare                         |
| 2013 | Premios AVN                 | Nominada  | Mejor Tease Performance                                                                   | Dani Daniels: Dare                         |
| 2013 | Premios AVN                 | Nominada  | Mejor escena de trío H-M-H (con Mick Blue y James Deen)                                   | Dani Daniels: Dare                         |
| 2013 | Premios AVN                 | Nominada  | Mejor escena de trío M-H-M (con Karlie Montana y Manuel Ferrara)                          | Dani Daniels: Dare                         |
| 2013 | Premios AVN                 | Nominada  | Mejor escena de masturbación                                                              | All Natural Glamour Solos, II              |
| 2013 | Premios XBIZ                | Nominada  | Mejor actriz revelación                                                                   | —                                          |
| 2013 | Sex Awards                  | Nominada  | Sexiest Adult Star                                                                        | —                                          |
| 2013 | Sex Awards                  | Nominada  | Porn's Best Body                                                                          | —                                          |
| 2013 | Sex Awards                  | Nominada  | Porn Star of the Year                                                                     | —                                          |
| 2013 | Spank Bank Awards           | Nominada  | America's Porn Sweetheart                                                                 | —                                          |
| 2013 | Spank Bank Awards           | Nominada  | Pussy Eating Princess of the Year                                                         | —                                          |
| 2013 | Spank Bank Awards           | Nominada  | Clam Crazed Cooze of the Year                                                             | —                                          |
| 2013 | Spank Bank Awards           | Nominada  | Fans' Favorite Slut                                                                       | —                                          |
| 2013 | Spank Bank Awards           | Nominada  | Tweeting Twat of the Year                                                                 | —                                          |
| 2013 | Spank Bank Technical Awards | Ganadora  | Your Girlfriend’s Favorite Pornstar                                                       | —                                          |
| 2014 | Premios AVN                 | Nominada  | Artista femenina del año                                                                  | —                                          |
| 2014 | Premios AVN                 | Nominada  | Mejor escena de sexo chico/chica (con James Deen)                                         | Skin Tight                                 |
| 2014 | Premios AVN                 | Nominada  | Mejor escena de masturbación                                                              | SeXXXploitation of Dani Daniels            |
| 2014 | Premios AVN                 | Nominada  | Mejor Tease Performance                                                                   | Top Bottoms                                |
| 2014 | Premios AVN                 | Nominada  | Mejor escena de trío M-H-M (con April O’Neil y Erik Everhard)                             | Chance Encounters                          |
| 2014 | Nightmoves                  | Nominada  | Mejor artista femenina                                                                    | —                                          |
| 2014 | Nightmoves Fan Awards       | Nominada  | Mejor artista femenina                                                                    | —                                          |
| 2014 | TLA Raw Awards              | Nominada  | Best Twitterer/Tumblrer                                                                   | —                                          |
| 2014 | Spank Bank Awards           | Nominada  | Breakout Star of the Year                                                                 | —                                          |
| 2014 | Spank Bank Awards           | Nominada  | Clam Crazed Cooze of the Year                                                             | —                                          |
| 2014 | Spank Bank Awards           | Nominada  | Most Fap Worthy Funbags                                                                   | —                                          |
| 2014 | Spank Bank Awards           | Nominada  | Most Photogenic                                                                           | —                                          |
| 2014 | Spank Bank Awards           | Nominada  | Porn Goddess                                                                              | —                                          |
| 2014 | Spank Bank Awards           | Nominada  | Most Beautiful Seductress                                                                 | —                                          |
| 2014 | Premios XBIZ                | Nominada  | Artista lésbica del año                                                                   | —                                          |
| 2014 | Premios XBIZ                | Nominada  | Mejor actriz en película parodia                                                          | OMG...It's the Dirty Dancing XXX Parody    |
| 2014 | Premios XBIZ                | Ganadora  | Mejor actriz en película lésbica                                                          | The Vampire Mistress                       |
| 2014 | Premios XBIZ                | Nominada  | Mejor escena de sexo en película lésbica (con Lily LaBeau y Faith Lee Sentz)              | The Vampire Mistress                       |
| 2014 | Premios XBIZ                | Nominada  | Mejor escena de sexo en película vignette (con Toni Ribas)                                | Secretary's Day 6                          |
| 2014 | Premios XBIZ                | Nominada  | Mejor escena de sexo en película de parejas o temática (con April O’Neil y Erik Everhard) | Chance Encounters                          |
| 2015 | Premios AVN                 | Ganadora  | Mejor escena de sexo lésbico en grupo                                                     | Anikka 2                                   |
| 2015 | Premios AVN                 | Ganadora  | Mejor actuación solo / tease                                                              | Anikka 2                                   |
| 2015 | Premios AVN                 | Nominada  | Premio fan: Culo más caliente                                                             | —                                          |
| 2015 | Premios AVN                 | Ganadora  | Mejor escena de trío M-H-M                                                                | Dani Daniels Deeper                        |
| 2015 | Premios AVN                 | Nominada  | Mejor escena de trío H-M-H                                                                | Seduction 4                                |
| 2015 | Premios AVN                 | Nominada  | Premio fan: Estrella porno femenina favorita                                              | —                                          |
| 2015 | Premios AVN                 | Ganadora  | Premio fan: Estrella mediática                                                            | —                                          |
| 2015 | Premios AVN                 | Nominada  | Artista femenina del año                                                                  | —                                          |
| 2015 | Premios AVN                 | Nominada  | Mejor escena de sexo lésbico en grupo                                                     | Alexis and Asa                             |
| 2015 | Premios AVN                 | Nominada  | Mejor escena de sexo lésbico                                                              | Whore Of Wall Street                       |
| 2015 | Premios AVN                 | Nominada  | Mejor escena de sexo en grupo                                                             | King James                                 |
| 2015 | Premios AVN                 | Nominada  | Mejor escena de sexo en grupo                                                             | Manuel Ferrara's Reverse Gangbang 2        |
| 2015 | Nightmoves                  | Nominada  | Mejor culo                                                                                | —                                          |
| 2015 | Nightmoves Fan Awards       | Nominada  | Mejor culo                                                                                | —                                          |
| 2015 | Inked Awards                | Nominada  | Mejor escena de sexo lésbico                                                              | Girls Kissing Girls 16                     |
| 2015 | Spank Bank Awards           | Nominada  | Pussy Eating Princess of the Year                                                         | —                                          |
| 2015 | Spank Bank Awards           | Nominada  | Best Body                                                                                 | —                                          |
| 2015 | Spank Bank Awards           | Nominada  | Bad Ass Brunette of the Year                                                              | —                                          |
| 2015 | Spank Bank Awards           | Nominada  | Tweeting Twat of the Year                                                                 | —                                          |
| 2015 | Spank Bank Awards           | Nominada  | Pussy of the Year                                                                         | —                                          |
| 2015 | Spank Bank Awards           | Nominada  | Super Squirter of the Year                                                                | —                                          |
| 2015 | Spank Bank Technical Awards | Ganadora  | Classiest Cooze                                                                           | —                                          |
| 2015 | Premios XBIZ                | Nominada  | Mejor actriz en película parodia                                                          | Whore Of Wall Street                       |
| 2015 | Premios XBIZ                | Nominada  | Mejor escena de sexo en película parodia                                                  | Whore Of Wall Street                       |
| 2015 | Premios XBIZ                | Nominada  | Mejor escena de sexo en película de parejas o temática                                    | Crave                                      |
| 2015 | Premios XBIZ                | Nominada  | Artista femenina del año                                                                  | —                                          |
| 2015 | Premios XRCO                | Nominada  | Artista femenina del año                                                                  | —                                          |
| 2015 | Premios XRCO                | Nominada  | Orgasmic Oralist of the Year                                                              | —                                          |
| 2016 | Premios AVN                 | Nominada  | Mejor escena de sexo lésbico en grupo                                                     | Sisterhood                                 |
| 2016 | Premios AVN                 | Nominada  | Mejor actriz                                                                              | Sisterhood                                 |
| 2016 | Premios AVN                 | Nominada  | Mejor escena de sexo chico/chica                                                          | True Erotica                               |
| 2016 | Premios AVN                 | Nominada  | Mejor escena de sexo en producción extranjera                                             | Baron's Whores                             |
| 2016 | Premios AVN                 | Nominada  | Artista femenina del año                                                                  | —                                          |
| 2016 | Premios AVN                 | Nominada  | Mejor escena de sexo en grupo                                                             | Orgy Masters 7                             |
| 2016 | Premios AVN                 | Nominada  | Mejor escena de sexo lésbico en grupo                                                     | Chanel Movie One                           |
| 2016 | Premios AVN                 | Nominada  | Premio fan: Mejor culo                                                                    | —                                          |
| 2016 | Premios AVN                 | Nominada  | Premio fan: Estrella porno favorita                                                       | —                                          |
| 2016 | Nightmoves                  | Nominada  | Mejor artista femenina                                                                    | —                                          |
| 2016 | Nightmoves                  | Nominada  | Best “Adult Star” Feature Dancer                                                          | —                                          |
| 2016 | Nightmoves Fan Awards       | Nominada  | Mejor artista femenina                                                                    | —                                          |
| 2016 | Nightmoves Fan Awards       | Nominada  | Best “Adult Star” Feature Dancer                                                          | —                                          |
| 2016 | Spank Bank Awards           | Nominada  | Best Ass Licking Artist                                                                   | —                                          |
| 2016 | Spank Bank Awards           | Nominada  | Best 'Just Got Fucked' Hair                                                               | —                                          |
| 2016 | Spank Bank Awards           | Nominada  | Best Body Built For Sin                                                                   | —                                          |
| 2016 | Spank Bank Awards           | Nominada  | Bad Ass Brunette of the Year                                                              | —                                          |
| 2016 | Spank Bank Awards           | Nominada  | Pussy of the Year                                                                         | —                                          |
| 2016 | Spank Bank Awards           | Nominada  | Next Level Star of the Year                                                               | —                                          |
| 2016 | Spank Bank Awards           | Nominada  | Webcam Girl of the Year                                                                   | —                                          |
| 2016 | Spank Bank Technical Awards | Ganadora  | Best Display of Choking Up on a Club                                                      | —                                          |
| 2016 | Spank Bank Technical Awards | Ganadora  | Most Deleted Instagram Star in the World                                                  | —                                          |
| 2016 | Premios XBIZ                | Ganadora  | Mejor escena de sexo en película vignette                                                 | Let's Play Doctor                          |
| 2016 | Premios XBIZ                | Ganadora  | Artista femenina del año                                                                  | —                                          |
| 2016 | Premios XRCO                | Nominada  | Artista femenina del año                                                                  | —                                          |
| 2017 | Premios AVN                 | Nominada  | Mejor escena de sexo lésbico en grupo                                                     | Dirty Daniels                              |
| 2017 | Premios AVN                 | Nominada  | Mejor sitio web de una actriz porno                                                       | DaniDaniels.com                            |
| 2017 | Premios AVN                 | Nominada  | Premio fan: Artista femenina favorita                                                     | —                                          |
| 2017 | Spank Bank Awards           | Ganadora  | Best 'Just Got Fucked' Hair                                                               | —                                          |
| 2017 | Spank Bank Awards           | Nominada  | Most Talented Tongue                                                                      | —                                          |
| 2017 | Spank Bank Awards           | Nominada  | The Total Package                                                                         | —                                          |
| 2017 | Spank Bank Awards           | Nominada  | Webcam / Skype Show Girl of the Year                                                      | —                                          |
| 2017 | Spank Bank Awards           | Nominada  | Red Bottomed Babe of the Year                                                             | —                                          |
| 2017 | Spank Bank Awards           | Nominada  | Fucking Nerd of the Year                                                                  | —                                          |
| 2017 | Spank Bank Awards           | Nominada  | Instagram Girl of the Year                                                                | —                                          |
| 2017 | Spank Bank Awards           | Nominada  | Snapchat Sweetheart of the Year                                                           | —                                          |
| 2017 | Spank Bank Awards Technical | Ganadora  | Carpool Karaoke Queen                                                                     | —                                          |
| 2017 | Premios XBIZ                | Nominada  | Artista femenina del año                                                                  | —                                          |
| 2017 | Premios XBIZ                | Nominada  | Mejor actriz en película parodia                                                          | Beauty & the Beast XXX                     |
| 2017 | Premios XBIZ                | Ganadora  | Estrella Crossover del año                                                                | —                                          |
| 2017 | Premios XBIZ                | Nominada  | Mejor escena de sexo en película lésbica                                                  | Women Seeking Women Vol. 125               |
| 2017 | Premios XBIZ                | Nominada  | Mejor escena de sexo en película lésbica                                                  | Lefty                                      |
| 2017 | Premios XBIZ                | Nominada  | Mejor escena de sexo en película gonzo                                                    | Kayden Kross' Winners Circle               |
| 2017 | Premios XBIZ                | Nominada  | Mejor escena de sexo en película parodia                                                  | Beauty & the Beast XXX                     |
| 2018 | Premios AVN                 | Nominada  | Premio fan: Mejor sitio web de una actriz                                                 | DaniDaniels.com                            |
| 2018 | Premios XBIZ                | Nominada  | Estrella Crossover del año                                                                | —                                          |
| 2019 | Premios AVN                 | Nominada  | Aparición mainstream del año                                                              | Dinner With Dani                           |
| 2019 | Premios AVN                 | Nominada  | Premio fan: Estrella mediática                                                            | —                                          |
| 2019 | Premios XBIZ                | Nominada  | Estrella Crossover del año                                                                | —                                          |
| 2021 | Premios XBIZ                | Nominada  | Estrella mediática del año                                                                | —                                          |
| 2022 | Premios XBIZ                | Nominada  | Estrella mediática del año                                                                | —                                          |
| 2024 | Premios XBIZ                | Nominada  | Estrella mediática del año                                                                | —                                          |
| 2025 | Premios XMA                 | Nominada  | Estrella Crossover del año                                                                | —                                          |